# Shalimarie Merlo
Shalimarie Merlo (21 luglio 1994) è una pallavolista portoricana.
Gioca nel ruolo di libero nelle Changas de Naranjito.

## Carriera

### Club
La carriera professionistica di Shalimarie Merlo inizia nella stagione 2011, quando viene ingaggiata dalle Vaqueras de Bayamón, esordendo nella Liga de Voleibol Superior Femenino e con le quali gioca due campionati, prima di passare nella stagione 2013 alle neonate Orientales de Humacao; in seguito alla mancata iscrizione delle Orientales de Humacao al campionato 2015, resta inattiva per un'annata, ritornando in campo col ritorno in attività della medesima franchigia nel campionato seguente: nel corso della Liga de Voleibol Superior Femenino 2017 passa alle Changas de Naranjito.